# Case impossibili: montagne rocciose
Case impossibili: montagne rocciose (Buying the Rockies) è un docu-reality statunitense, andato in onda nel 2015 su Destination America e trasmesso in Italia da HGTV.

## Format
La trasmissione segue individui, coppie o famiglie che si trasferiscono nelle montagne del Colorado, lasciando la vita di città. In ogni episodio gli acquirenti devono decidere fra tre case o rifugi proposti per l'acquisto da un agente immobiliare locale.

## Episodi
| Edizione       | Episodi | Prima TV USA | Prima TV Italia |
| -------------- | ------- | ------------ | --------------- |
| Prima edizione | 10      | 2015         | 2016            |

### Stagione 1[3]
| nº | Titolo                       | Prima TV USA | Prima TV Italia |
| -- | ---------------------------- | ------------ | --------------- |
| 1  | Casa con vista               | 2015         | 2016            |
| 2  | Oasi alpina                  | 2015         | 2016            |
| 3  | Chalet vista monti           | 2015         | 2016            |
| 4  | Grattacielo sui monti        | 2015         | 2016            |
| 5  | Comfort montano              | 2015         | 2016            |
| 6  | All'aria aperta              | 2015         | 2016            |
| 7  | Spaziosa e sui monti         | 2015         | 2016            |
| 8  | Maison sulle montagne        | 2015         | 2016            |
| 9  | Casa nella città dei cowboys | 2015         | 2016            |
| 10 | Casa per bambini             | 2015         | 2016            |